# Austrochiloidea
Austrochiloidea è una  superfamiglia di aracnidi araneomorfi che comprende due famiglie:
- Austrochilidae ZAPFE, 1955
- Gradungulidae FORSTER, 1955